# Les 6 Voyages de Lone Sloane

Les 6 Voyages de Lone Sloane est un album de bande dessinée mettant en scène le personnage de Lone Sloane, scénarisé et dessiné par Philippe Druillet.

## Fiche technique
- Scénario, dessin et couleurs : Philippe Druillet
- Première édition : 1972
- Éditeur : Dargaud, puis L'Écho des savanes
- Nombre de planches : 61, dont 12 sont des vues de la Galaxie en page double
- (ISBN 2-205-00632-0)

## Résumé

### Le trône du Dieu Noir
Sloane voyage dans l'espace lorsque sa fusée est détruite, et lui capturé par un Trône "IOTAI Celui-Qui-Cherche", programmé pour le ramener aux prêtres maudits. Ces derniers lui disent qu'il va servir à invoquer un dieu pour qu'il sauve leur race. Dans sa cellule, Sloane reçoit une vision des vrais dieux qui lui révèlent que les prêtres comptent en fait utiliser le Dieu Noir pour s'emparer de l'univers.
Au moment crucial, Sloane prononce le Mot divin qu'on lui a appris, qui repousse le Dieu Noir et détruit les prêtres. Puis, à jamais changé par cette puissance qui fut un instant sienne, il se laisse emporter par le trône.

### Les îles du Vent sauvage
Le trône a mené Sloane sur le Doigt Maudit, une aiguille vertigineuse sur une planète oubliée. Là, le pirate Shonga l'invite à son bord et le force à le mener à travers les périls (puisque Sloane est touché par les dieux) jusqu'au repaire du précieux métal vivant, d'où nul n'est revenu.
Sloane conduit Shonga et ses hommes tout en les adjurant de renoncer. De fait, arrivés au but, ils sont anéantis, et Sloane leur prédit que leurs vies seront dispersées dans le cosmos pour l'ensemencer.

### Rose
Naufragé sur une planète des Sargasses, Sloane rencontre un vieillard nommé Koll. Sloane entreprend de réparer une fusée pour repartir, et trouve pour cela un ordinateur nommé Rose; mais des robots dévoyés l'attaquent, semble-t-il guidés par la musique que joue Koll sur un orgue géant. Sloane n'a pas de preuves, mais se méfie de Koll.
Alors qu'il touche au but, Sloane voit sa fusée écrasée par un robot titanesque au son des orgues de Koll! Furieux, il va interroger le vieillard qui s'avère être un robot. Sloane le force à avouer qu'il a tué son maître pour prendre sa place, mais celui-ci mourant a pu lancer un appel, ce qui l'a forcé à se cacher là, craignant la police spatiale et les robots qu'il repoussait grâce à son orgue.
Sloane apprend par Rose que l'orgue est un navire spatial, il s'échappe avec tandis que les robots s'en prennent à Koll.

### Torquedara Varenkor
Depuis son vaste Pont sur les étoiles, le cruel sultan-sorcier Torquedara rançonne les voyageurs : ceux qui perdent à son jeu faussé lui laissent leur âme, il n'y a qu'ainsi qu'il s'amuse.
Sloane grâce à Rose, a l'idée de scinder son âme en une part d'amour et une autre de haine qu'il abandonne à Varenkor. Celle-ci explose à la face de Varenkor, ce qui le tue. Sloane fuit sur un dragon de l'espace tandis que Rose se sacrifie.

### (Sans titre)
O Sidarta, le grand navire pirate, capture Sloane sur son dragon. Sloane s'échappe, se joue des gardes et des systèmes, et gagne la salle interdite où il révèle qu'il est le vrai capitaine; c'est seulement alors que ses lieutenants le reconnaissent.

### Terre
Sloane mène O Sidarta jusqu'à la Terre, jadis reprise aux Hommes par les dieux lassés de leur violence, afin d'y établir son repaire. Les pirates trouvent une planète peuplée d'êtres faunesques, qui disent adorer Wul, le maître des éléments. Une nuit, le puissant Wul enlève Sloane en rêve et lui commande, à lui et à son équipage, de partir et d'oublier, car les dieux ne veulent plus voir d'humains sur Terre.
Selon Wul, ses sujets sont les survivants de la destruction de l'univers d'Elric.